# Melkeneh Azize
Melkeneh Azize (1 de enero de 2005) es un deportista de Etiopía que compite en atletismo. Ganó una medalla de bronce en el Campeonato Mundial de Atletismo Sub-20 de 2021, en la prueba de 1500 m.